# Olšava (March)
Die Olšava (deutsch Olsawa) ist ein linker Nebenfluss der March in Tschechien.

## Geographie
Die Olšava entspringt am Nordwesthang des Berges Na Koncích (652 m) in den Weißen Karpaten. Sie fließt zunächst über V Podlesí, Pitín und Bojkovice nach Nordwesten.
Ab Bojkovice ändert der Fluss seinen Lauf in westliche Richtungen. Entlang der Olšava folgen die Orte Záhorovice, Nezdenice und Šumice. Nachfolgend tritt die Olšava in die mährische Ebene ein und über Újezdec, Těšov, Uherský Brod, Havřice, Drslavice, Lhotka, Hradčovice, Veletiny, Podolí, Popovice, Míkovice, Vésky und Sady erreicht sie Kunovice. Ihr weiterer Lauf führt südlich an Uherské Hradiště vorbei. Gegenüber von Kostelany nad Moravou mündet die Olšava nach 44,9 km in die March. Ihr Einzugsgebiet beträgt 530,53 km².
Zwischen Pitín und Kunovice folgt die Bahnstrecke Brno–Vlárský průsmyk dem Lauf des Flusses. Entlang der Olšava führt auf dem Abschnitt Uherský Brod – Kunovice auch die Europastraße 50/Staatsstraße I/50.
Bei Podolí ist ein Flussabschnitt als Naturreservat Olšava geschützt.  Südlich der Mündung befindet sich das Naturreservat Tůň u Kostelan, ein abgeworfener Mäander der March.
Ursprünglich gabelte sich die Olšava bei Sady in zwei Mündungsarme. Der rechte Flussarm mündete bei Uherské Hradiště in die March. Dieser Arm, die Stará Olšava, ist heute ein abgeworfener Graben.
In der zweiten Hälfte des 20. Jahrhunderts erfolgte eine Regulierung des Flusslaufes, bei der das natürliche Flussbett zu großen Teilen durch Begradigungen zerstört wurde.

## Zuflüsse
- Vlčí potok (l), V Podlesí
- Suchý potok (l), V Podlesí
- Kolelač (r), Bojkovice
- Komenka (l), Bojkovice
- Kladenka (r), Nezdenice
- Ovčírka (r), Šumice
- Ledský potok (l), Šumice
- Luhačovický potok (r), Újezdec
- Horenůšek (r), Újezdec
- Bánovský potok (l), oberhalb Uherský Brod
- Nivnička (l), Uherský Brod
- Chřástka (l), bei Havřice
- Havřický potok (r), Havřice
- Holomňa (r), Drslavice
- Hradčovický potok (r), Hradčovice
- Vlčnovský potok (l), Veletiny
- Hraniční potok (l), unterhalb Veletiny
- Podolský potok (l), oberhalb Podolí
- Olšovec (r), Vésky
- Míkovický potok (l), Míkovice